# (168) Sibylle
(168) Sibylle (désignation internationale (168) Sibylla) est un astéroïde découvert par James Craig Watson le 28 septembre 1876.